# Мария Ангелина Дукина Палеологина
Марѝя Ангелѝна Ду̀кина Палеоло̀гина (на гръцки: Μαρία Αγγελίνα Δούκαινα Παλαιολογίνα; † 28 декември 1394) е владетелка на Епирското деспотство през 1385 – 1386 г.

## Живот
Мария е дъщеря на Симеон Синиша и Томаиса Орсини. Към 1360/66 г. Мария е омъжена за Тома II Прелюбович, който става деспот на Епир. Популярна сред населението на Янина, Мария е постоянно пренебрегвана от съпруга си, поради което взема участие в заговора за убийството му на 23 декември 1384 г.
Населението на Янина провъзгласява Мария за владетел, а самата тя използва титлата василиса, женски вариант на василевс. Мария отзовава от манастира брат си Йоан Урош Дука Палеолог (тогава монах под името Йоасаф), за да се ползва от съветите му при управлението на страната. Той я съветва да се омъжи за Исав де Бунделмонти (Esau de' Buondelmonti), латински военачалник, пленен от Тома през 1379 г. Според друга теория Мария вече е била влюбена в пленника преди смъртта на съпруга си, последвала като резултат от тази връзка.
Мария се омъжва за Исав през 1385 г. Тя умира на 28 декември 1394 г. В хрониката си Лаоник Халкокондил споменава, че Мария е невярна съпруга със съмнителен морал. Няма сведения тя да е имала деца от двата си брака.
Василиса Мария е изобразена заедно със съпруга си Тома Прелюбович върху икона на апостол Тома Неверни, датирана около 1372 – 1383 г., която се съхранява в манастира „Преображение“ в Метеора.

### Цитирана литература
- ((ru)) Вейцман, Курт; Хадзидакис, Манолис; Миятев, Кръстю & Радойчич, Светозар (1967). Иконы на Балканах: Синай, Греция, Болгария, Югославия. София - Белград
- Сулис, Георгиос К.. Сърбите и Византия. Атина
- ((en)) Kazhdan, Alexander (ed) (1991). The Oxford Dictionary of Byzantium. Oxford and New York: Oxford University Press, ISBN 0-19-504652-8, COBISS.BG-ID: 1107246820, https://archive.org/details/odb_20210521/mode/2up
- ((en)) Fine, John V.A., Jr. (1987). The Late Medieval Balkans: A Critical Survey from the Late Twelfth Century to the Ottoman Conquest. Ann Arbor: University of Michigan Press, ISBN 978-0-472-10079-8
- ((en)) Polemis, Demetrios I. (1968). The Doukai: A Contribution to Byzantine Prosopography. London: The Athlone Press, OCLC 299868377, https://books.google.com/books?id=Sx5dAAAAIAAJ